# خبازة مجدولة
خبازة مجدولة أو تمالة (الاسم العلمي: Malva verticillata ) هي نوع نباتي يتبع جنس الخبازة من الفصيلة الخبازية.  